# Xã Short Creek, Quận Burke, Bắc Dakota
Xã Short Creek (tiếng Anh: Short Creek Township) là một xã thuộc quận Burke, tiểu bang Bắc Dakota, Hoa Kỳ. Năm 2010, dân số của xã này là 37 người.